# Ivar Lo-Johansson
Ivar Lo-Johansson (født 23. februar 1901, død 11. april 1990) var en svensk arbejderforfatter.
Modtager af Nordisk Råds litteraturpris i 1979.